# Amstel Gold Race 2017
L'Amstel Gold Race 2017, cinquantaduesima edizione della corsa e valevole come sedicesima prova dell'UCI World Tour 2017 categoria 1.UWT, si svolse il 16 aprile 2017 su un percorso di 261 km, con partenza da Maastricht e arrivo a Valkenburg aan de Geul, nei Paesi Bassi. La vittoria fu appannaggio del belga Philippe Gilbert, che completò il percorso in 6h31'40", alla media di 39,983 km/h, precedendo il polacco Michał Kwiatkowski e lo svizzero Michael Albasini.
Sul traguardo di Valkenburg aan de Geul 127 ciclisti, su 192 partiti da Maastricht, portarono a termine la competizione.

## Squadre e corridori partecipanti
| N.      | Cod. | Squadra                         |
| ------- | ---- | ------------------------------- |
| 1-8     | TBM  | Bahrain-Merida Pro Cycling Team |
| 11-18   | SKY  | Team Sky                        |
| 21-28   | QST  | Quick-Step Floors               |
| 31-38   | MOV  | Movistar Team                   |
| 41-48   | ORS  | Orica-Scott                     |
| 51-58   | SUN  | Team Sunweb                     |
| 61-68   | LTS  | Lotto-Soudal                    |
| 71-78   | BMC  | BMC Racing Team                 |
| 81-88   | TLJ  | Team Lotto NL-Jumbo             |
| 91-98   | BOH  | Bora-Hansgrohe                  |
| 101-108 | TFS  | Trek-Segafredo                  |
| 111-118 | AST  | Astana Pro Team                 |

| N.      | Cod. | Squadra                     |
| ------- | ---- | --------------------------- |
| 121-128 | KAT  | Team Katusha-Alpecin        |
| 131-138 | ALM  | AG2R La Mondiale            |
| 141-148 | FDJ  | FDJ                         |
| 151-158 | UAD  | UAE Team Emirates           |
| 161-168 | CDT  | Cannondale-Drapac           |
| 171-178 | DDD  | Team Dimension Data         |
| 181-188 | SVB  | Sport Vlaanderen-Baloise    |
| 191-198 | RNL  | Roompot-Nederlandse Loterij |
| 201-208 | WGG  | Wanty-Groupe Gobert         |
| 211-218 | BRD  | Bardiani-CSF                |
| 221-228 | CCC  | CCC Sprandi Polkowice       |
| 231-238 | DEN  | Direct Énergie              |

## Ordine d'arrivo (Top 10)
| Pos. | Corridore          | Squadra      | Tempo    |
| ---- | ------------------ | ------------ | -------- |
| 1    | Philippe Gilbert   | Quick-Step   | 6h31'40" |
| 2    | Michał Kwiatkowski | Sky          | s.t.     |
| 3    | Michael Albasini   | Orica        | a 10"    |
| 4    | Nathan Haas        | Dimension    | s.t.     |
| 5    | José Joaquín Rojas | Movistar     | s.t.     |
| 6    | Sergio Henao       | Sky          | s.t.     |
| 7    | Jon Izagirre       | Bahrain-Mer. | a 14"    |
| 8    | Michael Gogl       | Trek         | a 1'10"  |
| 9    | Sonny Colbrelli    | Bahrain-Mer. | a 1'11"  |
| 10   | Michael Matthews   | Sunweb       | s.t.     |